# Michael Schemmann
Michael Schemmann (* 1970) ist deutscher Erziehungswissenschaftler und ordentlicher Professor für Erwachsenen- und Weiterbildung an der Universität zu Köln.

## Leben
Michael Schemmann absolvierte seine Schulbildung am Pestalozzi-Gymnasium in Unna. Anschließend studierte er Lehramt für die Sekundarstufen I und II in den Fächern Englisch und Geographie an der Ruhr-Universität Bochum sowie an der University of Brighton in Großbritannien.
1998 wurde er an der Ruhr-Universität Bochum zum Dr. phil. promoviert. Von 1995 bis 2006 war er dort als wissenschaftlicher Mitarbeiter und wissenschaftlicher Assistent (C 1) tätig. Nach seiner Habilitation im Jahr 2006 – ebenfalls an der Ruhr-Universität Bochum – übernahm Michael Schemmann von 2006 bis 2008 die Vertretung der Professur für Erziehungswissenschaft mit dem Schwerpunkt Weiterbildung an der Justus-Liebig-Universität Gießen. Von 2008 bis 2013 hatte er diese Professur inne. Während seiner Zeit in Gießen war er im Sommersemester 2010 als Gastprofessor an der Johannes-Kepler-Universität Linz tätig.
Seit 2013 lehrt Michael Schemmann an der Humanwissenschaftlichen Fakultät der Universität zu Köln als Professor für Erwachsenenbildung und Weiterbildung. Gastprofessuren und Gastwissenschaftleraufenthalte führten ihn erneut nach Linz (Sommersemester 2017), an die University of British Columbia in Vancouver (Wintersemester 2017/18) sowie an die Karl-Franzens-Universität Graz (Wintersemester 2018/19). Einen Ruf an die Eberhard Karls Universität Tübingen im Jahre 2021 lehnte er ab.

## Wissenschaftliche Tätigkeiten
Michael Schemmann ist seit 2013 Herausgeber des Internationalen Jahrbuchs der Erwachsenenbildung (IJEB/IYAE). Das Jahrbuch bietet ein Forum für renommierte Wissenschaftlerinnen und Wissenschaftler, die grundlegende und aktuelle Fragestellungen der Erwachsenenbildung und Weiterbildung beleuchten.
Er ist seit 1999 Mitglied der Deutschen Gesellschaft für Erziehungswissenschaft (DGfE) in der Sektion Erwachsenenbildung und gehört seit 2010 der Kommission Organisationspädagogik der DGfE an. Im Jahr 2024 wurde er zum Vorstandsvorsitzenden der DGfE gewählt.
Michael Schemmanns Forschungsarbeit widmet sich zentralen Fragen der Erwachsenenbildung und Weiterbildung. Ein Schwerpunkt seiner Forschung liegt auf der Untersuchung internationaler Weiterbildungspolitik, insbesondere deren Entstehung und Verbreitung im Spannungsfeld zwischen dem World-Polity-Ansatz und transnationalen Räumen. Zudem beschäftigt er sich intensiv mit den Verhältnisbestimmungen zwischen dem Neo-Institutionalismus und der Erziehungswissenschaft.
Ein weiterer Fokus seiner wissenschaftlichen Arbeit liegt auf der Strukturforschung der Weiterbildung sowie der organisationsbezogenen Weiterbildungsforschung. Theoretisch greift er in seinen Arbeiten immer wieder auf den Neo-Institutionalismus zurück. Hervorzuheben sind auch seine Arbeiten zu Fragen der Alphabetisierung und Grundbildung. Er ist auch Mitglied des wissenschaftlichen Beirats der AlphaDekade.

## Schriften (Auswahl)
- Schemmann, Michael (Hg.) (2024). Internationales Jahrbuch der Erwachsenenbildung 2024. Coordination of Action in Adult Education Organizations. Bielefeld: wbv Publikation. doi:10.3278/9783763977017
- Klinkhammer, D., Rüther, J. & Schemmann, M. (2024). Exploring the Association Between Adult Education, Personality Traits, and Civic Participation: An Analysis of National Education Panel Study Data. Adult Education Quarterly. doi:10.1177/07417136241255677
- Kuper, H. & Schemmann, M. (2023). Institutionen der Weiterbildung. doi:10.36198/9783838562230
- Schemmann, M. (2024). Konzepte der Analyse von Hochschulgovernance im Wandel. In De Gruyter eBooks (S. 153–164). doi:10.1515/9783111349619-006

| Personendaten    | Personendaten                       |
| ---------------- | ----------------------------------- |
| NAME             | Schemmann, Michael                  |
| KURZBESCHREIBUNG | deutscher Erziehungswissenschaftler |
| GEBURTSDATUM     | 1970                                |